# Kamienica przy ulicy Karmelickiej 11 w Krakowie
Kamienica przy ulicy Karmelickiej 11 – zabytkowa kamienica znajdująca się w Krakowie, w dzielnicy I przy ul. Karmelickiej, na Piasku.
Budynek został wzniesiony w 1899. Zaprojektowany został przez Zygmunta Luksa. W 1933 budynek został nadbudowany o trzecie piętro zgodnie z projektem architektów Alfreda Düntucha i Stefana Landsbergera.
9 października 2007 kamienica została wpisana do rejestru zabytków. Znajduje się także w gminnej ewidencji zabytków.